# Resolutie 1691 Veiligheidsraad Verenigde Naties
Resolutie 1691 van de Veiligheidsraad van de Verenigde Naties werd op 22 juni 2002 zonder stemming aangenomen door de VN-Veiligheidsraad en beval Montenegro aan als kandidaat-VN-lidstaat.

## Inhoud
De Veiligheidsraad:
- Bestudeerde de aanvraag van de Republiek Montenegro voor het VN-lidmaatschap.
- Beveelt de Algemene Vergadering aan Montenegro lidmaatschap van de VN te verlenen.

## Verwante resoluties
- Resolutie 1326 Veiligheidsraad Verenigde Naties (2000, FRY)
- Resolutie 1426 Veiligheidsraad Verenigde Naties (2002, Zwitserland)
- Resolutie 1999 Veiligheidsraad Verenigde Naties (2011, Zuid-Soedan)

Lijst ·  1652 ·  1653 ·  1654 ·  1655 ·  1656 ·  1657 ·  1658 ·  1659 ·  1660 ·  1661 ·  1662 ·  1663 ·  1664 ·  1665 ·  1666 ·  1667 ·  1668 ·  1669 ·  1670 ·  1671 ·  1672 ·  1673 ·  1674 ·  1675 ·  1676 ·  1677 ·  1678 ·  1679 ·  1680 ·  1681 ·  1682 ·  1683 ·  1684 ·  1685 ·  1686 ·  1687 ·  1688 ·  1689 ·  1690 ·  1691 ·  1692 ·  1693 ·  1694 ·  1695 ·  1696 ·  1697 ·  1698 ·  1699 ·  1700 ·  1701 ·  1702 ·  1703 ·  1704 ·  1705 ·  1706 ·  1707 ·  1708 ·  1709 ·  1710 ·  1711 ·  1712 ·  1713 ·  1714 ·  1715 ·  1716 ·  1717 ·  1718 ·  1719 ·  1720 ·  1721 ·  1722 ·  1723 ·  1724 ·  1725 ·  1726 ·  1727 ·  1728 ·  1729 ·  1730 ·  1731 ·  1732 ·  1733 ·  1734 ·  1735 ·  1736 ·  1737 ·  1738